# Cyberutopisme
Le cyberutopisme ou web-utopisme ou utopie digitale ou internet utopique est une sous-catégorie de l'utopie technologique et la croyance que les nouvelles technologies de l'information et de la communication pourront aider à faire émerger une démocratie plus décentralisée et une société libertaire,,,. Les valeurs mises en avant sont basées sur l'anonymat, la vie privée, la liberté d'expression, l'égalité d'accès à la culture et à l'information ainsi que les idéaux socialistes qui amèneraient au socialisme digital,.
Certaines formations populistes comme le M5S (Italie) utilisent ce terme et l'associent à une vision utopique de la technologie digitale afin de développer leur vision politique (2014).

## Origine
Le terme est issue de L'idéologie californienne qui cultive une attitude bohémienne et anti-autoritaire issue de la contre-culture des années 1960 mélangée à un utopisme technologique et un point de vue néolibéral des mécanismes économiques. Ces croyances sont caractéristiques de la culture technologique de la Silicon Valley et de la côte ouest des États-Unis durant l'essor d'Internet des années 1990. Adam Curtis observe que cette philosophie se rapproche de l'Objectivisme d'Ayn Rand. L'idéologie d'une utopie digitale va marquer l'état d'esprit de la première génération des pionniers d'internet.

## Exemples

### Usage politique
L'une des premières initiatives associant la technologie digitale et l'utopisme fut le projet chilien Cybersyn qui a tenté l'implémentation d'idées socialistes dans une gouvernance par algorithme. Le livre Towards a New Socialism (en) revient sur cette perception d'un socialisme digitalisé en tant qu'Utopie.
Le nom de cyber socialisme a été utilisé dans la pratique de partage de fichiers et de violation des droits de la propriété intellectuelle, vue comme un frein au partage de l'information et à l'accès à la culture pour tous,.
Le cyberutopisme sert aussi de base au cyber-populisme, comme l'idée de Cyberdémocratie ou de e-démocratie telle que promue par le parti pirate. En Italie, le mouvement 5 étoil a réutilisé des rhétoriques cyberutopiste en utilisant les thèmes de la démocratie directe ou d'une meilleure régulation du Web.

### Utopies proches
Le Cyberutopisme a parfois été considéré comme un dérivé de l'extropianisme, dont le but serait de pouvoir télécharger la conscience humaine à l'intérieur d'internet. Raymond Kurzweil a écrit, notamment dans son livre The Age of Spiritual Machines (en) (1999), les contours d'un cyberutopisme connu comme la Singularité : une ère dans laquelle les avancées technologiques seraient tellement rapides que la vie elle-même deviendrait une expérience complètement différente et incompréhensible par rapport à nos standards modernes.

### Réseaux d'échange d'hospitalité
Un exemple courant de cyberutopisme sont les réseaux d'échange d'hospitalités. Ce sont des formes de réseautages sociaux où des voyageurs peuvent être hébergés gratuitement de façon altruiste ou par philosophie d'économie de don.

## Critique
L'existence de cette croyance a été documentée depuis les débuts d'internet. Toutefois l'explosion de la bulle internet au début des années 2000, a fait disparaître une partie du discours utopiste autour d'internet et du cyberspace pour faire place à une sorte de "cyber-scepticisme." De plus, la mainmise des états et des compagnies sur la censure de l'internet a modifié l'espoir de pouvoir obtenir un réseau libre et autogéré. En 2011, Evgeny Morozov, dans son livre The Net Delusion: The Dark Side of Internet Freedom, critique le rôle des cyberutopistes dans la politique globale estimant que leur idéal naïf et têtu n'a jamais abouti et a laissé l'opportunité d'un contrôle autoritaire et à une surveillance généralisée. Morozov note que les "anciens hippies" des années 1990 sont responsables de cette utopie déplacée "L'ambition des cyberutopistes visant à créer une forme nouvelle des nations unies, n'a abouti qu'à fonder une sorte de Cirque du Soleil digital."
De nombreuses critiques ont été émises à l'encontre d'une vision positiviste d'internet. En 2010, Malcolm Gladwell, a mis en doute le caractère émancipatoire et responsabilisant des réseaux sociaux dans un article du New Yorker. Dans celui-ci, Glawell critique le rôle de Clay Shirky dans la propagation des réseaux sociaux et la surestimation du potentiel révolutionnaire qui en découlait.
Le cyberutopisme a aussi été comparé à une religion séculaire issue du postmodernisme et en 2006, Andrew Keen (en) décrit le Web 2.0 comme "un mouvement utopiste" comparable à celui de la "société communiste" décrite à l'origine par Karl Marx.

## Reférences
- (en) Cet article est partiellement ou en totalité issu de l’article de Wikipédia en anglais intitulé « Cyber-utopianism » (voir la liste des auteurs).

1. 1 2 3  (en) Simone Natale et Andrea Ballatore, « The web will kill them all: new media, digital utopia, and political struggle in the Italian 5-Star Movement », Media, Culture & Society, vol. 36, no 1,‎ 1er janvier 2014, p. 105–121 (ISSN 0163-4437, DOI 10.1177/0163443713511902, S2CID 73517559, lire en ligne, consulté le 8 août 2021)
2. ↑  (en) Patrice Flichy, The Internet Imaginaire, The MIT Press, 2007 (ISBN 9780262062619, lire en ligne)
3. ↑  (en) Siva Vaidhyanathan, The Googlization of Everything, ucpress, 2012 (ISBN 9780520272897, lire en ligne)
4. 1 2  Christian Fuchs, « The Utopian Internet, Computing, Communication, and Concrete Utopias: Reading William Morris, Peter Kropotkin, Ursula K. Le Guin, and P.M. in the Light of Digital Socialism », TripleC: Communication, Capitalism & Critique, vol. 18, no 1,‎ 13 janvier 2020, p. 146–186 (ISSN 1726-670X, DOI 10.31269/triplec.v18i1.1143 , S2CID 212845309, lire en ligne, consulté le 22 août 2021)
5. ↑  (en) Patrick Burkart, Pirate Politics, The MIT Press, 2014 (ISBN 9780262026949, JSTOR j.ctt9qf640, lire en ligne)
6. ↑  (en) Fred Turner, From Counterculture to Cyberculture : Stewart Brand, the Whole Earth Network, and the Rise of Digital Utopianism, Chicago, University of Chicago Press, 2006, 354 p. (ISBN 978-0-226-81741-5, OCLC 838376250, BNF 41239524, LCCN 2005034149).
7. ↑  Richard Barbrook et Andy Cameron, « The Californian Ideology », sur Imaginary Futures (consulté le 27 avril 2014)
8. ↑  J.M Reagle jr, Good Faith Collaboration (2010) p. 162
9. ↑  (de) Harald Staun, « Post-kapitalistische Ökonomie: Wann kommt der digitale Sozialismus? », FAZ.NET,‎ 5 mai 2021 (lire en ligne, consulté le 22 août 2021)
10. ↑  « Towards a New Socialism » [archive du 9 février 2020], sur ricardo.ecn.wfu.edu (consulté le 13 juillet 2020)
11. ↑  Michael Filby, « Regulating File Sharing: Open Regulations for an Open Internet », Journal of International Commercial Law and Technology, vol. 6,‎ 2011, p. 207 (lire en ligne, consulté le 28 décembre 2021)
12. ↑  Michael Filby, « Together in electric dreams: cyber socialism, utopia and the creative commons », International Journal of Private Law, vol. 1, nos 1–2,‎ 1er janvier 2008, p. 94–109 (ISSN 1753-6235, DOI 10.1504/IJPL.2008.019435, lire en ligne, consulté le 28 décembre 2021)
13. ↑  Dmytro Khutkyy, « Pirate Parties : The Social Movements of Electronic Democracy », Journal of Comparative Politics,‎ juillet 2019 (ISSN 1337-7477, lire en ligne, consulté le 22 août 2021)
14. ↑  « Cyber-utopianism - CrowdSociety », sur crowdsociety.org (consulté le 6 novembre 2020)
15. ↑  Kurzweil, R 1999, The age of spiritual machines : when computers exceed human intelligence, Allen & Unwin, St Leonards, N.S.W.
16. ↑  Douglas Rushkoff, Renaissance Now! Media Ecology and the New Global Narrative, Hampton Press, 2002, 26–28 p.
17. ↑  R. Sassower, Digital Exposure: Postmodern Capitalism (2013) p. ix and p. 16
18. 1 2  Evgeny Morozov, The Net Delusion, London, Penguin Group, 2011 (ISBN 978-1-84614-353-3)
19. ↑  Malcolm Gladwell, « Small Change », The New Yorker,‎ 4 octobre 2010 (lire en ligne, consulté le 26 septembre 2011)
20. ↑  B. Neilson, Free Trade in the Bermuda Triangle (2004) p. 181